# Асја Јовановић
Асја Јовановић, удато Асја Поточњак, (хрв. Asja Jovanović; 5. јул 1956) је хрватска позоришна, телевизијска и филмска глумица српског порекла.

## Филмографија

### Телевизијске улоге
| Год.       | Назив                  | Улога          |
| ---------- | ---------------------- | -------------- |
| 2007.      | Дуга мрачна ноћ        | Рут            |
| 2007.      | Одмори се, заслужио си | Јимијева жена  |
| 2009.      | Стипе у гостима        | Весна          |
| 2009−2010. | Најбоље године         | Даница Хајдук  |
| 2017−2018. | Чиста љубав            | Блаженка Балог |
| 2023−2024. | Кумови                 | Стана Скелин   |

### Филмске улоге
| Год.  | Назив                            | Улога                            |
| ----- | -------------------------------- | -------------------------------- |
| 1982. | Киклоп (ТВ филм)                 | Гђа с цвијећем у градској кавани |
| 1982. | Злочин у школи                   | Службеница у уреду гробља        |
| 1982. | Немир                            | Марија                           |
| 1983. | Киклоп (ТВ серија)               | Гђа с цвијећем у градској кавани |
| 1988. | Загрљај (ТВ серија)              |                                  |
| 1989. | Крвопијци                        | непозната жена                   |
| 1990. | Карневал, анђео и прах           |                                  |
| 1991. | Ђука Беговић                     | Љубица                           |
| 2001. | Ајмо жути                        | Жељка                            |
| 2003. | Онај који ће остати непримећијен |                                  |
| 2004. | Дуга мрачна ноћ                  | Рут                              |
| 2006. | Ајде, дан... прођи...            | Анита                            |
| 2006. | Понедељак                        | мајка                            |
| 2009. | Ћао мама                         | мама                             |
| 2009. | Загребачке приче                 |                                  |
| 2009. | Кењац                            | тетка Љуба                       |
| 2009. | Љубавни живот домобрана          | Сашина мама                      |
| 2022. | Гарбура                          | Ивка                             |